# Hymenocardia heudelotii
Hymenocardia heudelotii là một loài thực vật có hoa trong họ Diệp hạ châu. Loài này được Planch. ex Müll.Arg. mô tả khoa học đầu tiên năm 1864.